# Komitet Centralny Narodowy

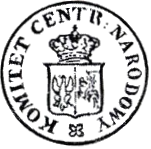
Pieczęć Komitetu Centralnego Narodowego

Komitet Centralny Narodowy (KCN) – tajny organ kierowniczy obozu czerwonych, działał od czerwca 1862 roku w Warszawie. Wyłoniony został z Komitetu Miejskiego z zamiarem objęcia kontroli nad całym ruchem spiskowym w Królestwie Polskim. Prowadził przygotowania do powstania styczniowego: rozbudował organizację konspiracyjną, wyznaczył podatek narodowy, powołał policję narodową. 12 sierpnia 1862 r. wydał odezwę do chłopów, obiecując im uwłaszczenie za wykupem, jak również odezwę do Żydów, którzy mieli stać się równoprawnymi członkami wolnego społeczeństwa polskiego. Odezwą z 1 września 1862 r. Komitet ogłosił się rzeczywistą władzą narodu i domagał się posłuchu od całego społeczeństwa. Organem prasowym Komitetu był „Ruch”.
22 stycznia 1863 r. Komitet został przekształcony w Tymczasowy Rząd Narodowy i proklamował wybuch powstania, wydając zarazem dekret o uwłaszczeniu chłopów posiadaczy i obiecując ziemię bezrolnym, którzy wezmą udział w powstaniu. Po upadku dyktatury Mariana Langiewicza w kwietniu 1863 r. Komitet został opanowany przez białych, a od 10 maja nazywał się oficjalnie Rządem Narodowym.

## Członkowie
- Oskar Awejde (od 3 stycznia 1863 roku)
- Stefan Bobrowski (od 3 stycznia 1863 do 19 stycznia 1863 roku)
- Władysław Daniłowski
- Jarosław Dąbrowski naczelnik miasta Warszawy
- Agaton Giller sprawy zagraniczne oraz sprawy prasy (od 3 stycznia 1863 roku)
- Józef Kajetan Janowski sprawy wewnętrzne oraz sprawy Litwy i Rusi
- Witold Marczewski
- ks. Karol Mikoszewski sprawy duchowne i opieka nad ludem
- Jan Maykowski sprawy skarbu, od 3 stycznia 1863 także sprawy prasy
- Zygmunt Padlewski, naczelnik wojskowy miasta Warszawy, sprawy wojskowe
- Bronisław Szwarce[1]